# 조수하
조수하는 대한민국의 배우이다.

## 출연작

### 영화
- 《공기살인》 (2022년) - 지영 역
- 《접전: 갑을 전쟁》 (2019년)
- 《판타스틱 휴가백서: 삼천포 가는 길》 (2018년) - 소영 역
- 《소녀의 세계》 (2018년) - 봉선주 역
- 《이수아》 (2017년) - 이수아 역
- 《원스텝》 (2017년) - 어린 시현 엄마 역

### 드라마
- 웹드라마 《날아올라》 (2017년) - 함인정 역
- tvN 《조선정신과의사유세풍2》 (2022년~2023년) - 춘월 역

## 수상
- 2017년 유라시아 국제 월간 영화제 10월 여우주연상
- 2017년 오버컴 필름 페스티벌 여우주연상